# Octacnemus herdmanni
Octacnemus herdmanni är en sjöpungsart som beskrevs av Friedrich Ritter 1906. Octacnemus herdmanni ingår i släktet Octacnemus och familjen Octacnemidae. Inga underarter finns listade i Catalogue of Life.